# Glen Hope, Pennsylvania
Glen Hope là một thị trấn thuộc quận Clearfield, tiểu bang Pennsylvania, Hoa Kỳ. Năm 2010, dân số của thị trấn này là 142 người.